# Werner Kirstein (Politiker)
Werner Kirstein (* 28. September 1927 in Dorsten; † 10. Mai 2005 ebenda) war ein deutscher Politiker und Landtagsabgeordneter (CDU).

## Leben und Beruf
Nach dem Besuch der Volksschule und der Handelsschule absolvierte er eine kaufmännische Ausbildung und war danach als Industriekaufmann tätig. Ab 1955 war er kaufmännischer Angestellter im Bergbau.
Im Alter von 16 Jahren war Kirstein 1943 für knapp fünf Monate sowohl Stammführer des Deutschen Jungvolks als auch der Hitlerjugend in Dorsten. Anschließend fungierte er kurzzeitig als Sportwart der Hitlerjugend im Kreis Recklinghausen, bevor er gegen Ende des Krieges zur Marine kam. 
Die Erfahrung mit dem Nationalsozialismus führte dazu, dass Kirstein nach dem Krieg zunächst mit Politik nichts mehr zu tun haben wollte. Dies änderte sich 1952, als er Mitglied der CDU wurde und begann, sich in zahlreichen Parteigremien zu engagieren. So war er u. a. von 1983 bis 1985 Mitglied des Landesvorstandes der CDU Westfalen-Lippe. Seit 1955 war er Mitglied der IG Bergbau.

## Abgeordneter
Vom 29. Mai 1980 bis zum 30. Mai 1990 war Kirstein Mitglied des Landtags des Landes Nordrhein-Westfalen. Er wurde jeweils über die Landesliste seiner Partei gewählt.
Mitglied des Stadtrates der Stadt Dorsten war er von 1961 bis 1964 und von 1969 bis 1984. Ab 1961 gehörte er dem Kreistag des Kreises Recklinghausen an.